# Маринич Ілля Юрійович
Ілля Юрійович Маринич — старший матрос підрозділу Військово-Морських сил Збройних Сил України, учасник російсько-української війни, який загинув у ході російського вторгнення в Україну в 2022 році.

## Життєпис
Народився 23 серпня 1999 року в с. Дорожинка у Вільшанському районі Кіровоградської області.
Був призваний на військову службу за контрактом у 2019 році. Перебував на захисті суверенності та незалежності нашої держави з першого дня повномасштабного російського вторгнення в України. Займав посаду старшого водія десантно-штурмового відділення десантно-штурмового взводу десантно-штурмової роти батальйону морської піхоти 36-ї окремої бригади морської піхоти імені контрадмірала Михайла Білинського. З 4 березня 2022 року не виходив на зв'язок з рідними. Загинув 15 березня 2022 року.
Відповідно до Указу Президента України був нагороджений орденом «За мужність» ІІІ ступеня (посмертно).
Зі слів побратимів був похований у м. Маріуполі Донецької області.

## Родина
Залишилися батьки, п'ять сестер та два брати.

## Нагороди
- орден За мужність III ступеня (2022, посмертно) — за особисту мужність і самовіддані дії, виявлені у захисті державного суверенітету та територіальної цілісності України, вірність військовій присязі[3].